# Поливанов, Афанасий Тимофеевич
Поливанов Афанасий Тимофеевич (около 1732—после 1783) — офицер Российского императорского флота, участник русско-турецкой войны (1768—1774), командуя линейным кораблём «Саратов» принимал участие в Хиосском и Чесменском сражениях. Георгиевский кавалер, капитан 1 ранга.

## Биография
Поливанов Афанасий Тимофеевич родился около 1732 года. Происходил из дворян Поливановых Вологодской губернии. Сын прапорщика Новгородского драгунского полка Тимофея Борисовича Поливанова, внук стряпчего Бориса Семёновича Поливанова.
В 1744 году отец Афанасия подал прошение о поступлении сына в инженерную школу, по сенатской резолюции 18 октября 1744 года он был зачислен учеником Московской школы математических и навигацких наук. В 1745 году переведён в Санкт-Петербург в Академию морской гвардии. В 1746 года произведён в гардемарины. В 1746—1753 годах ежегодно находился в кампаниях в Балтийском море, совершил переход из Архангельска в Кронштадт и два года был у описи Балтийского моря. 30 декабря 1751 года произведён в мичманы. В 1753 году находился в годовом отпуске.
В 1754 году командуя краером плавал из Кронштадта в Ревель. 1 сентября произведён в унтер-лейтенанты. В 1755 году на фрегате «Селафаил» плавал в Немецком море. В 1756 году назначен командиром галиота «Рак», плавал из Кронштадта в Данциг для доставки ко двору венгерских вин. 27 марта 1757 года произведён в корабельные секретари. Командовал пакетботом «Лебедь», плавал между Кронштадтом и Данцигом. 30 апреля 1758 года произведён в чин лейтенанта. Командовал пакетботом «Меркуриус», плавал между Кронштадтом и Данцигом.
В 1759 году командуя галиотом «Рак» плавал от Кронштадта до Кёнигсберга и Мемеля. В 1760—1761 годах находился в Казани для отправки лесов к петербургскому адмиралтейству. В 1762 году вернувшись из Казани служил в петербургской корабельной команде, в следующем году находился при петербургском полковом дворе. 20 апреля 1764 года произведён в капитан-лейтенанты. В 1765 году совершил переход из Архангельска в Кронштадт на новопостроенном 66-пушечном линейном корабле «Тверь», в том же году командуя купеческим галиотом, плавал от Санкт-Петербурга в Ригу, «для некоторой комиссии». В 1767 году определён в московскую адмиралтейскую контору.
В 1768 году командовал 10-пушечным фрегатом «Надежда», плавал от Кронштадта до Готланда. 5 июня 1769 года произведён в капитаны 2 ранга. Командуя тем же фрегатом перешёл в составе эскадры контр-адмирала Д. Эльфинстона из Кронштадта в Средиземное море. 1 марта 1770 года произведён в капитаны 1 ранга. Командуя тем же фрегатом, участвовал 16-17 мая в сражении при Наполи-ди-Романии. В конце мая приказом командующего эскадрой контр-адмирала Д. Эльфинстона был назначен вместо капитана бригадирского ранга И. Я. Барша командиром 66-пушечного корабля «Саратов», на котором участвовал 24 июня в Хиосском и 26 июня в Чесменском сражениях. 28 июня вновь передал командование И. Я. Баршу. Затем командуя фрегатом «Надежда» плавал в Архипелаге и принимал участие в погоне за турецкими судами. В 1771 году, командуя тем же фрегатом, конвоировал к Гибралтару 16 транспортных судов, затем вернулся в порт Аузу. Позже, командуя отдельным отрядом судов, крейсировал в Архипелаге. В 1772 году командовал флагманским 66-пушечным кораблем «Европа», плавал в Архипелаге, а также до Ливорно и обратно. В 1774 году сухим путем прибыл в Санкт-Петербург. 26 ноября 1774 года «за совершение 18 кампаний в офицерских чинах» награждён орденом Святого Георгия 4 класса (№ 251).
29 апреля 1776 года уволен от службы с награждением бригадирским рангом. В 1783 в чине бригадира был кадниковским уездным предводителем дворянства Вологодского наместничества.

## Семья
У Афанасия Тимофеевича Поливанова были две сестры: Феодосия и Дарья, и четыре брата: Алексей (поручик), Григорий (прапорщик), Яков (секунд-майор) и Михаил (юнкер юстиц-коллегии). Афанасий Тимофеевич был женат на Марии Петровне Поливановой.